# Trag u vremenu
"Trag u Vremenu" je 17. diskografski album Dragane Mirković.

## O albumu
Album je nastao krajem 2003. godine, a izdan je početkom 2004. Za pjesmu "Prsten" te baladu "Rođendan" 2008. je snimljen i spot u produkciji DM SAT-a. Promotivne fotografije, kao i naslovnicu albuma, snimio je Dejan Miličević.

## Popis pjesama
1. Tamo gde je milo moje (D.Panopoulos-D.Brajović-D.Abadić)
2. Evo dobro sam (A.Kobač-M.Kon-V.Petković-A.Kobač)
3. Cvet ljubavi (B.Samardžić-B.Samardžić-D.Abadić)
4. Fobija (S.Šimić Kamba-V.Petković-S.Šimić Kamba)
5. Trag u vemenu (B.Samardžić-B.Samardžić-S.Šimić Kamba)
6. Rođendan (S.Šimić Kamba-B.Spasić-S.Šimić Kamba)
7. Učini greh (Z.Timotić-V.Petković-Z.Timotić)
8. Prsten (V.Grajić-V.Petković-A.Kobač)
9. Zašto zoro svanjavaš (Z.Timotić-Z.Timotić-Z.Timotić)
10. Preživeću (D.Basa-D.Basa-D.Abadić)
11. Nekad je valjalo (S.Šimić Kamba-V.Petković-S.Šimić Kamba)
12. Poljubi me (A.Kovač-A.Kovač-A.Kovač)
13. Slobodna kao vetar (B.Samardžić-B.Samardžić-D.Abadić)
14. Šta bih ja da nema tebe (Z.Timotić-V.Petković-Z.Timotić)

## Vanjske poveznice
- Službene stranice Dragane Mirković